# Table bureau
 (juillet 2023).
La mise en forme du texte ne suit pas les recommandations de Wikipédia : il faut le « wikifier ».
Les points d'amélioration suivants sont les cas les plus fréquents. Le détail des points à revoir est peut-être précisé sur la page de discussion.
- Les titres sont pré-formatés par le logiciel. Ils ne sont ni en capitales, ni en gras.
- Le texte ne doit pas être écrit en capitales (les noms de famille non plus), ni en gras, ni en italique, ni en « petit »…
- Le gras n'est utilisé que pour surligner le titre de l'article dans l'introduction, une seule fois.
- L'italique est rarement utilisé : mots en langue étrangère, titres d'œuvres, noms de bateaux, etc.
- Les citations ne sont pas en italique mais en corps de texte normal. Elles sont entourées par des guillemets français : « et ».
- Les listes à puces sont à éviter, des paragraphes rédigés étant largement préférés. Les tableaux sont à réserver à la présentation de données structurées (résultats, etc.).
- Les appels de note de bas de page (petits chiffres en exposant, introduits par l'outil «  Source ») sont à placer entre la fin de phrase et le point final[comme ça].
- Les liens internes (vers d'autres articles de Wikipédia) sont à choisir avec parcimonie. Créez des liens vers des articles approfondissant le sujet. Les termes génériques sans rapport avec le sujet sont à éviter, ainsi que les répétitions de liens vers un même terme.
- Les liens externes sont à placer uniquement dans une section « Liens externes », à la fin de l'article. Ces liens sont à choisir avec parcimonie suivant les règles définies. Si un lien sert de source à l'article, son insertion dans le texte est à faire par les notes de bas de page.
- La présentation des références doit suivre les conventions bibliographiques. Il est recommandé d'utiliser les modèles {{Ouvrage}}, {{Chapitre}}, {{Article}}, {{Lien web}} et/ou {{Bibliographie}}. Le mode d'édition visuel peut mettre en forme automatiquement les références.
- Insérer une infobox (cadre d'informations à droite) n'est pas obligatoire pour parachever la mise en page.

Pour une aide détaillée, merci de consulter Aide:Wikification.
Si vous pensez que ces points ont été résolus, vous pouvez retirer ce bandeau et améliorer la mise en forme d'un autre article.
 (septembre 2013).
L'époque Louis XIII passe peu à peu de la "menuiserie mobile" (table à tréteaux, sièges pliants...) à des types de meubles fixes. Parmi eux, la table carrée ou rectangulaire, mais de petite taille, possède une entretoise en H ornée en son centre d'un vase, d'une toupie ou d'une pomme de pin. Pour le reste, ses caractéristiques l'assimilent aux sièges, car ses supports sont en bois tourné. Riche en effets de volumes, le tournage de style Louis XIII tire du cube et du cylindre des futs unis, bagués, en chapelet, en spirale.
Aussi appelée table à écrire ou bureau plat, elle comporte deux séries de tiroirs de chaque côté de l'espace aménagé pour le passage des jambes. C'est l'amorce du bureau Mazarin, image du bureau ministre.

## Évolution
- Sous Louis XIV, le bureau plat comporte un grand plateau rectangulaire recouvert de cuir avec à chaque angle une protection en quart de rond en métal (cuivre ou bronze). Le bandeau sous le plateau de table comprend un ou deux tiroirs, le tout supporté par quatre pieds sans entretoise, en bois marqueté et ornementé de bronze.

- Au style Régence : la table rectangulaire est de grande taille, bordée d’un quart de rond en cuivre. Le bandeau sous plateau comporte trois tiroirs. À cette époque, on trouve aussi un bureau avec une paire de tiroirs de chaque côté et un petit au centre légèrement en retrait. Les pieds sont galbés en pied-de-biche, terminés par des sabots de bronze. Le matériau est du bois plaqué en palissandre (bois de violette) et parfois en poirier noirci.

- Style Louis XV : table recouverte d’un maroquin de couleur, cernée par une moulure en quart-de-rond métallique (cuivre ou bronze). Bandeau à trois tiroirs dont celui du centre légèrement en retrait. Les ornementations (feuille d’eau, feuille d’acanthe), entrée de serrure et sabots de pieds également en bronze.

- Style Louis XVI : plateau rectangulaire avec des tiroirs sur le bandeau. Les pieds sont droits (pied gaine] ou tronconiques (pied carquois), terminés par des sabots de bronze.

- Style Empire : le bureau se distingue du précédent style par ses proportions, son piétement et son ornementation à la gréco-romaine.

- Style Restauration : appelé table à écrire, de taille moyenne avec léger débordement du plateau et bandeau à un ou deux tiroirs et pieds tournés.

- Style Louis-Philippe : c’est l’apparition du cabinet à écrire avec, sur le plateau rectangulaire, sur l’arrière, un coffrage étroit (20 à 30 cm), muni de tiroirs et d’étagère pour le rangement des livres et documents divers. Bandeau muni de tiroirs et pieds droits tournés, à forme balustre ou en chapelet.

- Style Napoléon III : continuité du style Empire vers le cabinet à écrire qui donne une grande importance au rangement et classement ; les tiroirs et casiers deviennent plus nombreux.

- Art nouveau et art déco : le plateau perd sa forme géométrique simple pour des formes asymétriques, incurvées, arrondies et une ornementation discrète en torsade et ondulation.

- Époque contemporaine :

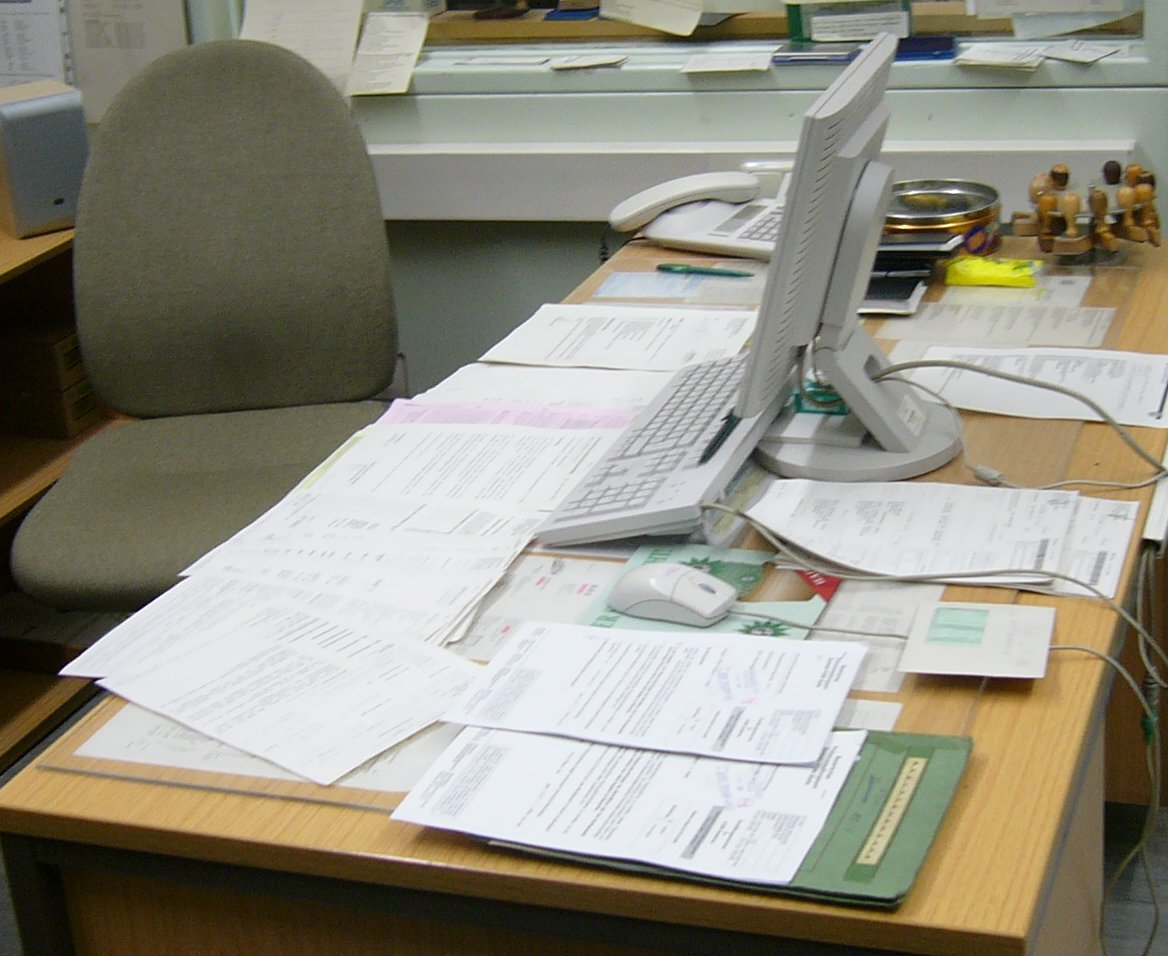
Un bureau moderne

Au début du XXe siècle, avec l’industrialisation, le développement des services administratifs et commerciaux, le mobilier de bureau (immobilier) devient plus fonctionnel et fabriqué en grande série avec moins de fioritures, des matières moins nobles et moins coûteuses ; ce qui permet la rationalisation de l’espace de travail. Le meuble bureau perd son aspect privé (luxueux) pour un aspect public.

## Sources et références
- Larousse Universel 1922 et 1923,
- Tous les styles, du Louis XIII au 1925, ed. Elina, Paris 1973, 1980.